# Diócesis de Batouri
La diócesis de Batouri (en latín: Dioecesis Baturiensis y en francés: Diocèse de Batouri) es una circunscripción eclesiástica de la Iglesia católica en Camerún. Se trata de una diócesis latina, sufragánea de la arquidiócesis de Bertoua. Desde el 25 de abril de 2018 su obispo es Marcellin-Marie Ndabnyemb.

## Territorio y organización
La diócesis tiene 15 981 km² y extiende su jurisdicción sobre los fieles católicos de rito latino residentes en la región del Este en el departamento de Kadey.
La sede de la diócesis se encuentra en la ciudad de Batouri, en donde se halla la Catedral de Nuestra Señora.
En 2020 en la diócesis existían 14 parroquias.

## Historia
La diócesis fue erigida el 3 de febrero de 1994 con la bula Quo aptius del papa Juan Pablo II, obteniendo el territorio de la diócesis de Bertoua (hoy arquidiócesis).
Originalmente sufragánea de la arquidiócesis de Yaundé, el 11 de noviembre del mismo año pasó a formar parte de la provincia eclesiástica de Bertoua.

## Estadísticas
Según el Anuario Pontificio 2021 la diócesis tenía a fines de 2020 un total de 50 850 fieles bautizados.
| Año                                                                             | Población            | Población | Población      | Sacerdotes | Sacerdotes    | Sacerdotes    | Bautizados por sacerdote | Diáconos permanentes | Religiosos | Religiosos | Parroquias |
| Año                                                                             | Bautizados católicos | Total     | % de católicos | Total      | Clero secular | Clero regular | Bautizados por sacerdote | Diáconos permanentes | Varones    | Mujeres    | Parroquias |
| ------------------------------------------------------------------------------- | -------------------- | --------- | -------------- | ---------- | ------------- | ------------- | ------------------------ | -------------------- | ---------- | ---------- | ---------- |
| 1999                                                                            | 38 872               | 177 444   | 21.9           | 11         | 6             | 5             | 3533                     |                      | 8          | 28         | 8          |
| 2000                                                                            | 37 800               | 177 444   | 21.3           | 11         | 5             | 6             | 3436                     |                      | 7          | 24         | 8          |
| 2001                                                                            | 40 000               | 184 540   | 21.7           | 12         | 5             | 7             | 3333                     |                      | 7          | 36         | 8          |
| 2002                                                                            | 40 000               | 184 540   | 21.7           | 14         | 8             | 6             | 2857                     |                      | 6          | 28         | 8          |
| 2003                                                                            | 40 000               | 184 444   | 21.7           | 15         | 9             | 6             | 2666                     |                      | 8          | 34         | 8          |
| 2004                                                                            | 40 000               | 184 540   | 21.7           | 16         | 11            | 5             | 2500                     |                      | 5          | 33         | 8          |
| 2006                                                                            | 44 256               | 185 000   | 23.9           | 22         | 19            | 3             | 2011                     |                      | 3          | 33         | 10         |
| 2012                                                                            | 44 409               | 231 000   | 19.2           | 26         | 22            | 4             | 1708                     |                      | 5          | 25         | 12         |
| 2015                                                                            | 46 899               | 215 000   | 21.8           | 28         | 22            | 6             | 1674                     |                      | 6          | 55         | 14         |
| 2018                                                                            | 48 469               | 213 929   | 22.7           | 35         | 28            | 7             | 1384                     |                      | 7          | 54         | 15         |
| 2020                                                                            | 50 850               | 224 530   | 22.6           | 34         | 31            | 3             | 1495                     |                      | 5          | 45         | 14         |
| Fuente: Catholic-Hierarchy, que a su vez toma los datos del Anuario Pontificio. |                      |           |                |            |               |               |                          |                      |            |            |            |

## Episcopologio
- Roger Pirenne, C.I.C.M. (3 de febrero de 1994-3 de junio de 1999 nombrado arzobispo de Bertoua)
- Samuel Kleda (23 de octubre de 2000-3 de noviembre de 2007 nombrado arzobispo coadjutor de Douala)
  - Sede vacante (2007-2009)
- Faustin Ambassa Ndjodo, C.I.C.M. (3 de diciembre de 2009-22 de octubre de 2016 nombrado arzobispo de Garua)
- Marcellin-Marie Ndabnyemb, desde el 25 de abril de 2018